# Michał Franciszek Brodowski
Michał Franciszek Brodowski na Targowisku i Zakrzowie herbu Łada (zm. w 1739 roku) – podczaszy lubelski w latach 1729-1737, podstoli urzędowski w latach 1726-1729, podstoli bracławski w 1719 roku.
Delegat i konsyliarz województwa lubelskiego w konfederacji dzikowskiej w 1734 roku.